# Heathrow Terminal 5 (Metropolitano de Londres)
A Estação de Heathrow Terminal 5 é uma estação do metropolitano de Londres que serve o Aeroporto de Heathrow.